# Cephalopterus
Cephalopterus – rodzaj ptaków z podrodziny bławatników (Cotinginae) w rodzinie bławatnikowatych (Cotingidae).

## Zasięg występowania
Rodzaj obejmuje gatunki występujące w Ameryce Południowej i Centralnej.

## Morfologia
Długość ciała samic 36–43 cm, samców 41–51 cm; masa ciała samic 320–380 g, samców 338–500 g.

## Systematyka

### Etymologia
- Cephalopterus: gr. κεφαλη kephalē „głowa”; πτερος pteros „pierzasty”, od πτερον pteron „pióro”. Strojnoczub amazoński ma imponujący i dziwaczny pióropusz na głowie[5].
- Alticeps: łac. altus „wysoki, wielki”, od alere „odżywiać, karmić”; -ceps „-głowy”, od caput, capitis „głowa”[6]. Nowa nazwa dla Cephalopterus É. Geoffroy Saint-Hilaire, 1809.

### Podział systematyczny
Do rodzaju należą następujące gatunki:
- Cephalopterus glabricollis Gould, 1851 – strojnoczub nagoszyi
- Cephalopterus ornatus É. Geoffroy Saint-Hilaire, 1809 – strojnoczub amazoński
- Cephalopterus penduliger P.L. Sclater, 1859 – strojnoczub długobrody